# 朝野安之
朝野 安之（あさの やすゆき、1972年8月3日 - ）は、東京都杉並区出身の元プロサッカー選手、サッカー指導者。現役時代のポジションは、ゴールキーパー（GK）。

## 来歴
小学校4年生でサッカーを始めた。高校卒業後、2年間ブラジルへサッカー留学し、CAレンソエンセ、キンゼ・デ・ジャウー、スポルチ・レシフェのU-20でプレーした。ビザの関係で1993年に一旦帰国し、1994年に再びブラジルへ渡り、アメリカFC (リオグランデ・ド・ノルテ州)のトップチームに練習生として参加した。
1995年、パラグアイへ渡り、クラブ・ナシオナルの練習に参加。同年、さらにボリビアへ移り、ザ・ストロンゲストとプロ契約を結んだ。チームでは第3GKで試合に出場することができず、1シーズンで退団して現役を引退し、1996年に帰国した。
帰国後はブラジル銀行での勤務を経て、スポーツ経営を学ぶためスペイン・バルセロナのヨハン・クライフ大学へ入学。1年半後、ブラジルのリオ・デ・ジャネイロの大学へ編入した。2005年、大学を退学して帰国し、横浜FCの運営担当を1シーズン務めた。
その後はサッカースクール、Fリーグクラブなどの運営に携わり、2013年に再びブラジルへ渡り、ウニサンタ大学の体育学部に入学した。大学ではサントスFCのトップチームで研修を行い、2014年からはコリンチャンスU-20のアシスタントコーチ、2015年は同U-15のアシスタントコーチを務め、2016年に大学を卒業して帰国した。
2017年より、湘南ベルマーレの通訳（ポルトガル語）に就任し、2018年からはコーチ兼任となった。

## 所属クラブ
- 1995年 ザ・ストロンゲスト

## 指導歴
- 2017年 -  湘南ベルマーレ
  - 2017年 通訳（ポルトガル語）
  - 2018年 - コーチ兼通訳（ポルトガル語）